# Ein Bericht für eine Akademie
Ein Bericht für eine Akademie ist eine Erzählung von Franz Kafka. Nach der Erstveröffentlichung im Jahr 1917 in der Zeitschrift Der Jude erschien sie 1920 im Rahmen des Bandes Ein Landarzt. Der Affe namens Rotpeter wird von den Mitgliedern einer unbestimmten Akademie eingeladen, dieser einen Bericht über sein „äffisches Vorleben“ einzureichen. Im Zentrum des Berichts steht jedoch seine Schilderung des Anpassungsvorganges an die Menschen und seiner Rolle als Menschenimitator.

## Zusammenfassung
Eingefangen von einer Jagdexpedition der Firma Hagenbeck, monatelang gehalten in einem bedrückend engen Käfig auf einem Dampfer, sucht der Affe einen Ausweg und hat bald erkannt, dass ihm neben dem Leben in einem Käfig im Zoologischen Garten ein zweiter Weg offenstand: Der des Varietés, um nach mehreren Jahren „absoluter Selbstverleugnung und Anpassung“ dort ein „Mensch“ zu werden.  Er ahmt die Menschen nach, weil er so „unbehelligt“ sein will, wie sie es offensichtlich sind. Scheinbar leicht lernt er sinnvolle Gesten und auch das Sprechen. Größte Probleme hat er damit, Schnaps zu trinken. Ein Schiffspassagier erteilt ihm „zu den verschiedensten Stunden“ theoretischen und praktischen Unterricht. So lernt er auch das unter größter Mühe. Mehrfach betont er, dass er nur deshalb Menschen nachahmt, weil er einen Ausweg sucht, nicht jedoch weil er die Freiheit erhofft.
Vor die Alternativen zoologischer Garten oder Varieté gestellt, strebt er eine Arbeit im Varieté an und hat dabei „kaum noch zu steigernde Erfolge“. Sein Leben verläuft erfolgreich zwischen Banketten, wissenschaftlichen Gesellschaften und geselligem Beisammensein. Er hat erreicht, was er erreichen wollte, und er bescheinigt sich selbst die Durchschnittsbildung eines Europäers.
Das Grenzgängertum zwischen Mensch und Tier beherrscht er offensichtlich virtuos. Nicht so zwei andere Wesen in seiner Umgebung. Sein erster Dresseur, mit dem er wie „rücksichtslos“ lernt, wird selbst fast äffisch und muss zeitweise in eine Heilanstalt. Die kleine halbdressierte Schimpansin, bei der er es sich nachts „nach Affenart wohlergehen lässt“, hat den „Irrsinn des verwirrten dressierten Tieres im Blick“, den er tagsüber nicht ertragen kann.

## Textzitate
Der menschliche Affe Rotpeter in seinem Bericht einleitend …
- „Hohe Herren von der Akademie! | Sie erweisen mir die Ehre, mich aufzufordern, der Akademie einen Bericht über mein äffisches Vorleben einzureichen. | In diesem Sinne kann ich leider der Aufforderung nicht nachkommen. Nahezu fünf Jahre trennen mich vom Affentum, […]. Diese Leistung wäre unmöglich gewesen, wenn ich eigensinnig hätte an meinem Ursprung, an den Erinnerungen der Jugend festhalten wollen. Gerade Verzicht auf jeden Eigensinn war das oberste Gebot, das ich mir auferlegt hatte; ich, freier Affe, fügte mich diesem Joch. Dadurch verschlossen sich mir aber ihrerseits die Erinnerungen immer mehr.“

… dazwischen …
- „… Offen gesprochen, so gerne ich auch Bilder wähle für diese Dinge, offen gesprochen: Ihr Affentum, meine Herren, sofern Sie etwas Derartiges hinter sich haben, kann Ihnen nicht ferner sein als mir das meine. An der Ferse aber kitzelt es jeden, der hier auf Erden geht: den kleinen Schimpansen wie den großen Achilles.“
- „Und ich lernte, meine Herren! Ach, man lernt wenn man muß; man lernt, wenn man einen Ausweg will; man lernt rücksichtslos. Man beaufsichtigt sich selbst mit der Peitsche; man zerfleischt sich beim geringsten Widerstand. Die Affennatur raste, sich überkugelnd, aus mir hinaus und weg, so daß mein erster Lehrer selbst davon fast äffisch wurde, bald den Unterricht aufgeben und in eine Heilanstalt gebracht werden mußte. Glücklicherweise kam er bald wieder hervor.“
- „Diese Fortschritte! Dieses Eindringen der Wissensstrahlen von allen Seiten ins erwachende Hirn! Ich leugne nicht: es beglückte mich. Ich gestehe aber auch ein: ich überschätzte es nicht, schon damals nicht, wieviel weniger heute. Durch eine Anstrengung, die sich bisher auf der Erde nicht wiederholt hat, habe ich die Durchschnittsbildung eines Europäers erreicht. Das wäre an sich vielleicht gar nichts, ist aber insofern doch etwas, als es mir aus dem Käfig half und mir diesen besonderen Ausweg, diesen Menschenausweg verschaffte.“

… schließt er resümierend:
- „Im ganzen habe ich jedenfalls erreicht, was ich erreichen wollte. Man sage nicht, es wäre der Mühe nicht wert gewesen. Im übrigen will ich keines Menschen Urteil; ich will nur Kenntnisse verbreiten; ich berichte nur; auch Ihnen, hohe Herren von der Akademie, habe ich nur berichtet.“

## Form
Der menschliche Affe ist der Ich-Erzähler dieser Geschichte, nur er übersieht die Facetten seiner unglaublichen Menschwerdung und kommentiert sie. Bezeichnenderweise sind diesem Ich jedoch die Erinnerungen an die Jugend nicht mehr zugänglich; sie sind verdrängt. Hierin spiegelt sich das Traumatische seiner gewaltsamen Entführung aus dem Urzustand wider.
Insgesamt tritt in der Erzählung nicht das erlebende, sondern das erzählende und reflektierende Ich in den Vordergrund. Denn die Erzählung ist vorwiegend auf Bewertung und Urteil ausgerichtet, und zwar von einer durchaus höheren Warte aus, denn der Horizont Rotpeters umfasst Tier- und Menschsein, Naturinstinkt und geistige Disziplin, Freiheit und Gesellschaftsorganisation.
Rotpeters Kommentare betreffen nicht nur seine eigene Geschichte, sondern auch das Bild, das sich die Menschen von sich selbst machen.
Eine besonders ausführliche Geschehnisdarstellung gilt der Alkoholepisode, ja sie scheint der Höhepunkt der dramatischen Darstellung mit großen Spannungsbögen zu sein. Diese lange Periode gleicht einer filmischen Wechselmontage zwischen Lehrer und äffischem Schüler.

## Textanalyse und Deutungsansätze
Rotpeters Bericht kann als Gleichnis der Stammesgeschichte des Menschen und seiner je einzelnen Sozialisation gelesen werden, denn was der Affe erlebt, lässt sich auf die gesamte Spezies des Menschen übertragen. Kafka bilanziert das Menschenlos mit melancholischem Unterton als eine – wenn auch nicht gänzlich – traurige Errungenschaft und einen im Ganzen gesehen annehmbaren Kompromiss. Zugleich aber holt er zu satirischen Attacken aus, die den Menschen vom hohen Ross seiner Selbstherrlichkeit herunterholen.
Das Grundmotiv ist das geradezu manische Lernen (zeitweise mit fünf Lehrern gleichzeitig) als Ausweg aus einer aussichtslosen Situation unter Verleugnung der ureigenen Bedürfnisse. Voraussetzung dafür war das Vergessen und die Umkehr der gewohnten Perspektive.
Bemerkenswert ist aber, dass der Affe trotz aller Lernanstrengungen dennoch durch sein unverändertes körperliches Äußeres – den Pelz – auf den ersten Blick eben nach wie vor ein Affe ist. In Bezug auf sein Äußeres, das ihn ja am deutlichsten in die Kategorie Affe einordnet, hat er nie den Wunsch nach menschlichem Aussehen geäußert oder angestrebt und er leitet sich daraus auch das Recht ab, sich zu entblößen, was einem Menschen – wie er auch selbst findet – nicht gut anstünde.
So mögen ihn wohl die Menschen in seiner direkten Umgebung fast als ihresgleichen sehen, wie der Führer der Hagenbeckschen Jagdexpedition, mit dem Rotpeter schon manche Flasche Rotwein geleert hat. Für die Öffentlichkeit in Gestalt der Journalisten, die Rotpeter verächtlich Windhunde nennt, bleibt er aber ein dressierter Affe, der die Hose herunterlässt, um seinen Pelz und seine Narben zu zeigen. Also hat er sich zwar das intellektuelle Wissen der Menschen angeeignet, er entzieht sich aber den Regeln für den adäquaten zwischenmenschlichen Umgang und für die darin enthaltene große Wirkung von Äußerlichkeiten.
Der Bericht über des Affen Menschwerdung könnte auch als Geschichte einer erzwungenen Assimilation, als Travestie eines Assimilationsvorganges und als pädagogische Satire verstanden werden. Vor allem deutet die Geschichte auf den Anpassungsdruck hin, unter dem das jüdische Volk Jahrhunderte stand, um überleben zu können. Max Brod hat diese Deutung besonders betont. Er hat diese Geschichte als genialste Satire auf die jüdische Assimilation charakterisiert. Eine ähnliche Tendenz ist in Schakale und Araber enthalten. Beide Prosastücke wurden erstmals zusammen 1917 in Der Jude veröffentlicht und sind Bestandteil des Bandes Ein Landarzt von 1920.

## Anregungen und Quellen
Im September 1908 und im April 1909 gab es in einem Prager Varieté Vorführungen eines dressierten Schimpansen mit dem Namen „Konsul Peter“. Es liegt nahe, dass Kafka daraus Anregungen zur vorliegenden Erzählung entnommen hat. Er hat sich im Übrigen intensiv mit Brehms Tierleben und Fragen der Verhaltensforschung und des Sozialdarwinismus beschäftigt.
Nach Binder beruht die Erzählidee für Kafkas „Ein Bericht für eine Akademie“ auf seiner Kenntnis von Hoffmanns Erzählung „Nachricht von einem gebildeten jungen Mann“ Auch Steinecke sieht in Kafkas gebildetem Affen Rotpeter einen würdigen Nachfahren des Affen Milo.

## Bezüge zu anderen Kafka-Erzählungen
Zu dem Bericht für eine Akademie existieren noch mehrere kleine Fragmente: Eine skurrile Begegnung eines Erzählers mit Rotpeters Impresario, ein Gespräch Rotpeters mit einem Besucher und der Beginn eines Schreibens des (zeitweise verrückt gewordenen) ersten Rotpeter-Lehrers.
Rotpeters Ziel der Menschwerdung wird letztendlich nicht erreicht, obwohl sich der Protagonist dessen nicht bewusst zu sein scheint. Rotpeter ist damit als Figur vergleichbar mit den scheiternden Tiergestalten aus Forschungen eines Hundes oder Der Bau. Außerdem besteht ein Bezug zur Kafka-Erzählung Die Verwandlung, wo sich die Figur Gregor Samsa über Nacht in ein Tier, nämlich einen Käfer, verwandelt.
Die Tierwerdung des unauffällig-armseligen Samsa erfolgt jedoch mühelos im Schlaf. Die übergroßen Anstrengungen des Affen dagegen entstammen dem Wunsch nach Zugang in eine kultivierte Sphäre und in ein saturiertes Leben, unter Verleugnung der eigenen Wurzeln, als Ausweg – denn als Alternativen stehen nur Tod und Verderben oder das traurige Schicksal eines im Zoo ausgestellten Affen zur Auswahl.

## Rezeption
- Sudau (S. 177f.) hebt einen besonderen Umstand hervor: „Das ganze Tor des Himmels – bei der Maus aus ‚Kleine Fabel‘ die allzu große Breite der Welt – schnurrt zusammen. Der Maus bleibt kein Ausweg, nur tödlicher Ausgang; der Affe findet in der Tat den selbsterwählten ‚Ausweg‘. Damit steht Rotpeter in Kafkas Werk geradezu einzigartig da: Ein Held, der nicht untergeht; ein Held, der genau weiß, was er will, und dieses noch dazu erreicht! Allerdings muss er dafür ‚dieses große Gefühl der Freiheit nach allen Seiten‘ vergessen.“
- Ries (S. 91) weist darauf hin, dass der Bericht vorausdeutet auf die 1930 entstandene Schrift Das Unbehagen in der Kultur von Sigmund Freud, die eine Bilanzierung der zivilisatorischen Fort- und Rückschritte darstellt.
- Kindlers Lexikon (S. 27) führt aus, dass der Bericht tief in der wissenschaftsgeschichtlichen Situation der Zeit verwurzelt ist: Beschreibung aus Brehms Tierleben, Darwins Evolutionstheorie, zeitgenössische Variete-Ereignisse.
- T. C. Boyles Roman Sprich mit mir (2021), in dem der der Gebärdensprache mächtige Schimpanse Sam passagenweise die Erzählerrolle übernimmt, ist u. a. von Kafkas Erzählung inspiriert.[17]
- In Michael Köhlmeiers Roman Matou lässt der Autor den Protagonisten und Ich-Erzähler Matou, einen sprechenden, literaten und gebildeten Kater, seine Freundschaft zu dem sprechenden Schimpansen Rotpeter erzählen, wobei Zitate aus Kafkas Erzählung verwendet werden.

## Adaptionen
Elsa Brod, die Frau von Max Brod, hat das Werk am 19. Dezember 1917 im Prager Klub jüdischer Frauen und Mädchen mit großem Erfolg vorgetragen. Seitdem wurde die Erzählung häufig von Rezitatoren in ihr Programm aufgenommen.
- Schauspiel: Große Bewunderung findet bis heute die Darstellung des Menschenaffen durch Klaus Kammer in der deutschen Erstaufführung des Textes durch den Regisseur Willi Schmidt in der Akademie der Künste im Rahmen der Berliner Festwochen 1963, die vom SFB aufgezeichnet wurde und jahrzehntelang immer wieder auch im Fernsehen wiederholt wurde.[19]
- Bruno Ehm spielt Ein Bericht für eine Akademie von Franz Kafka (Video mit Ausschnitten aus dem Ein-Mann-Theater)[20]
- Hörbuch: u. a. mit Felix Mitterer,[2] Gerd Udo Feller,[21] Heinrich Schnitzler,[22] Klaus Kammer,[23] Marek Harloff,[24] Benjamin Vanyek,[25] Dirk Waanders[26] als Sprecher.

## Textausgaben
- Franz Kafka: Sämtliche Erzählungen. Herausgegeben von Paul Raabe, Fischer-Taschenbuch-Verlag, Frankfurt/Main 1970, ISBN 3-596-21078-X.
- Franz Kafka: Drucke zu Lebzeiten. Herausgegeben von Wolf Kittler, Hans-Gerd Koch und Gerhard Neumann. Fischer Verlag, Frankfurt/Main 1996, S. 219–313.
- Franz Kafka: Die Erzählungen. Originalfassung. Herausgegeben von Roger Hermes, Fischer Taschenbuch Verlag, Frankfurt/Main 1997, ISBN 3-596-13270-3.

## Sekundärliteratur
- Joachim Unseld: Franz Kafka. Ein Schriftstellerleben. Hanser, München 1982, ISBN 3-446-13568-5.
- Eberhard Rohse: Hominisation als Humanisation? Die Figur des Affen als anthropologische Provokation in Werken der Literatur seit Charles Darwin – Wilhelm Raabe, Wilhelm Busch, Franz Kafka, Aldous Huxley. In: Wintersemester 1987/88 (= Studium generale. Tierärztliche Hochschule Hannover: Vorträge zum Thema Mensch und Tier. Bd. 6). Schaper, Alfeld/Hannover 1989, ISBN 3-7944-0158-1, S. 22–56 (hier bes.: Zwischen Evolution und Dressur: Hominisation als „vorwärts gepeitsche Entwicklung“ – Franz Kafka, S. 47–50).
- Helmut Kindler, Walter Jens (Hrsg.): Kindlers Neues Literatur Lexikon. 2. Aufl., Bd. 9., Ka - La, Kindler, München 1990, ISBN 3-463-43009-6.
- Wiebrecht Ries: Kafka zur Einführung. Junius, Hamburg 1993, ISBN 3-88506-886-9.
- Peter-André Alt: Franz Kafka. Der ewige Sohn. Eine Biographie. C.H. Beck, München 2005, ISBN 3-406-53441-4.
- Wendelin Schmidt-Dengler, Norbert Winkler (Hrsg.): Die Vielfalt in Kafkas Leben und Werk. Vitalis, Furth 2005, ISBN 3-89919-066-1.
- Christian Ferrara: Worte aus dem Käfig aus Kafkas „Ein Bericht für eine Akademie“. Grin, München 2007, ISBN 978-3-638-79502-9.
- Ralf Sudau: Franz Kafka: kurze Prosa, Erzählungen. 16 Interpretationen. Klett, Stuttgart/Leipzig 2007, ISBN 978-3-12-922637-7.
- Bettina von Jagow und Oliver Jahraus (Hrsg.): Kafka-Handbuch. Leben – Werk – Wirkung. Vandenhoeck & Ruprecht, 2008, ISBN 978-3-525-20852-6.
- Reiner Stach: Kafka. Die Jahre der Erkenntnis. S. Fischer, Frankfurt am Main 2008, ISBN 978-3-10-075119-5.
- Juliane Blank: Ein Landarzt. Kleine Erzählungen. In: Manfred Engel, Bernd Auerochs (Hrsg.): Kafka-Handbuch. Leben – Werk – Wirkung. Metzler, Stuttgart/Weimar 2010, ISBN 978-3-476-02167-0, S. 218–240, hier bes. 233–236.
- Thomas Göller: Unsagbares und literarische Sprachwerdung. Franz Kafkas „Ein Bericht für eine Akademie“ als poetischer Text und poetologische Textreflexion. In: Thomas Göller: Sprache, Literatur, kultureller Kontext. Studien zur Kulturwissenschaft und Literaturästhetik. Würzburg 2001, ISBN 3-8260-2031-6, S. 36–86.